# Dobersberg (Gemeinde Straßburg)
Dobersberg ist eine Ortschaft in der Gemeinde Straßburg im Bezirk St. Veit an der Glan in Kärnten. Die Ortschaft hat 18 Einwohner (Stand 1. Jänner 2024). 

## Lage
Dobersberg liegt im Osten der Gemeinde Straßburg, linksseitig im Gurktal, an den südöstlichen Ausläufern des Mödringbergzugs, in der Katastralgemeinde St. Georgen. Der Ortskern ist auf etwa 850 m Höhe knapp unterhalb der Wasserscheide zwischen Gurk und Metnitz. Der Ort ist von der Gurktal Straße aus über Gundersdorf durch das Tal des Höllgrabens auf einer unbefestigten Straße erreichbar.
Im Ortskern bei der Kirche St. Michael liegen die Häuser Neumann (Haus Nr. 8), Gasser (Nr. 11), Rinner (Nr. 12) und Reinbaur (Nr. 14), etwas nördlich oberhalb davon befinden sich die Höfe Bienenrange (Nr. 7) und Farcher (oder Forcher, Nr. 9). Jeweils etwa einen Kilometer südlich oberhalb des Ortskerns liegen die Häuser Lanzenberg (Nr. 5) und Tammer (Nr. 6). Westlich tief unterhalb des Ortskerns liegen im Höllgraben der Hof Grabenbauer (oder Bauer in Graben, Haus Nr. 3), die Grabenbauerkeusche (Nr. 20) und die Simerlkeusche. 
Die Höfe Unter Pumpacher (im Höllgraben), Ober Pumpacher (zwischen Höllgraben und Lanzenberg), Dürroldhube (Nr. 15, beim Ortskern) und Kreutzbauer (westlich vom Farcher) existieren nicht mehr.

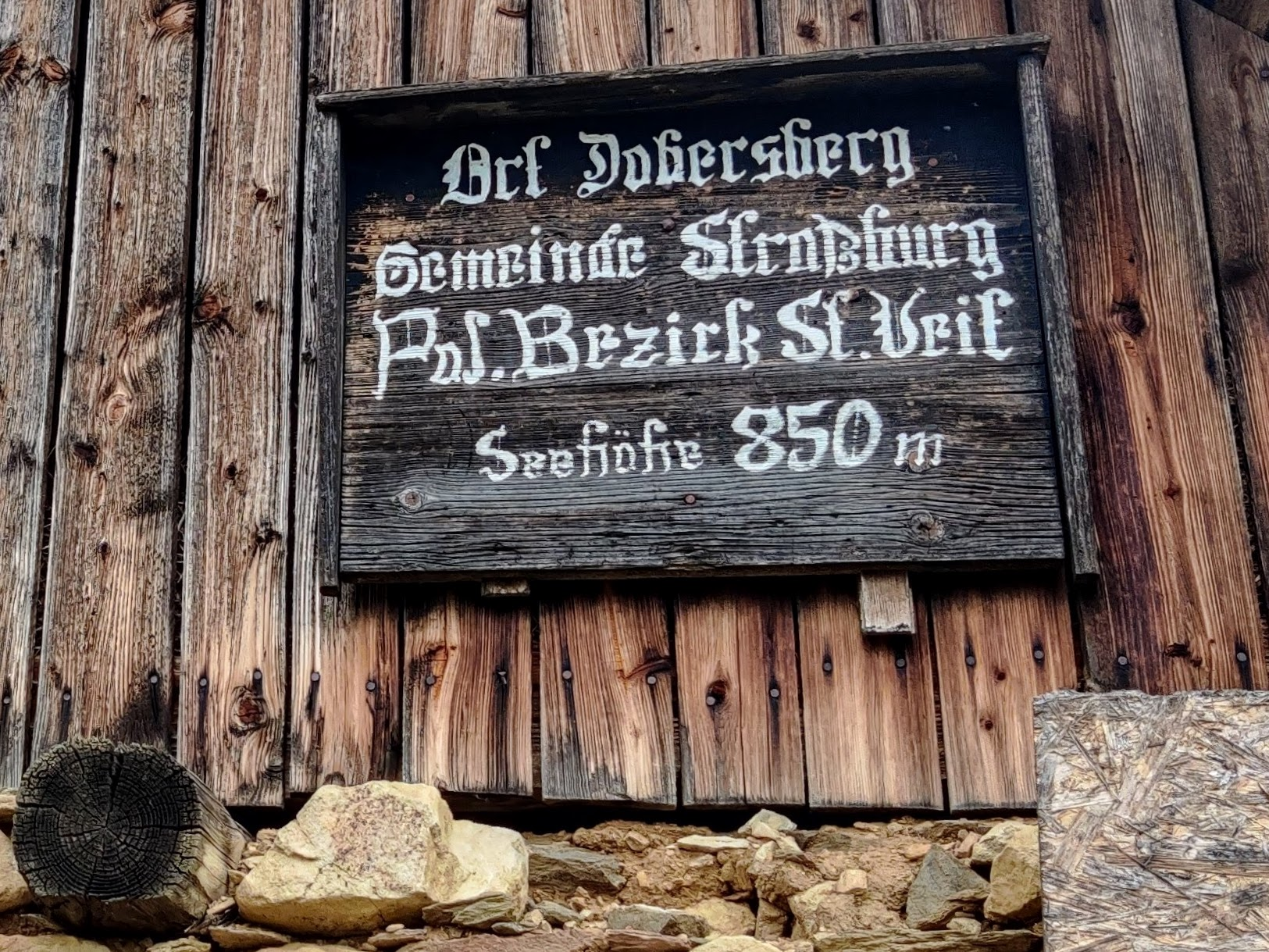
Ortschaftstafel Dobersberg
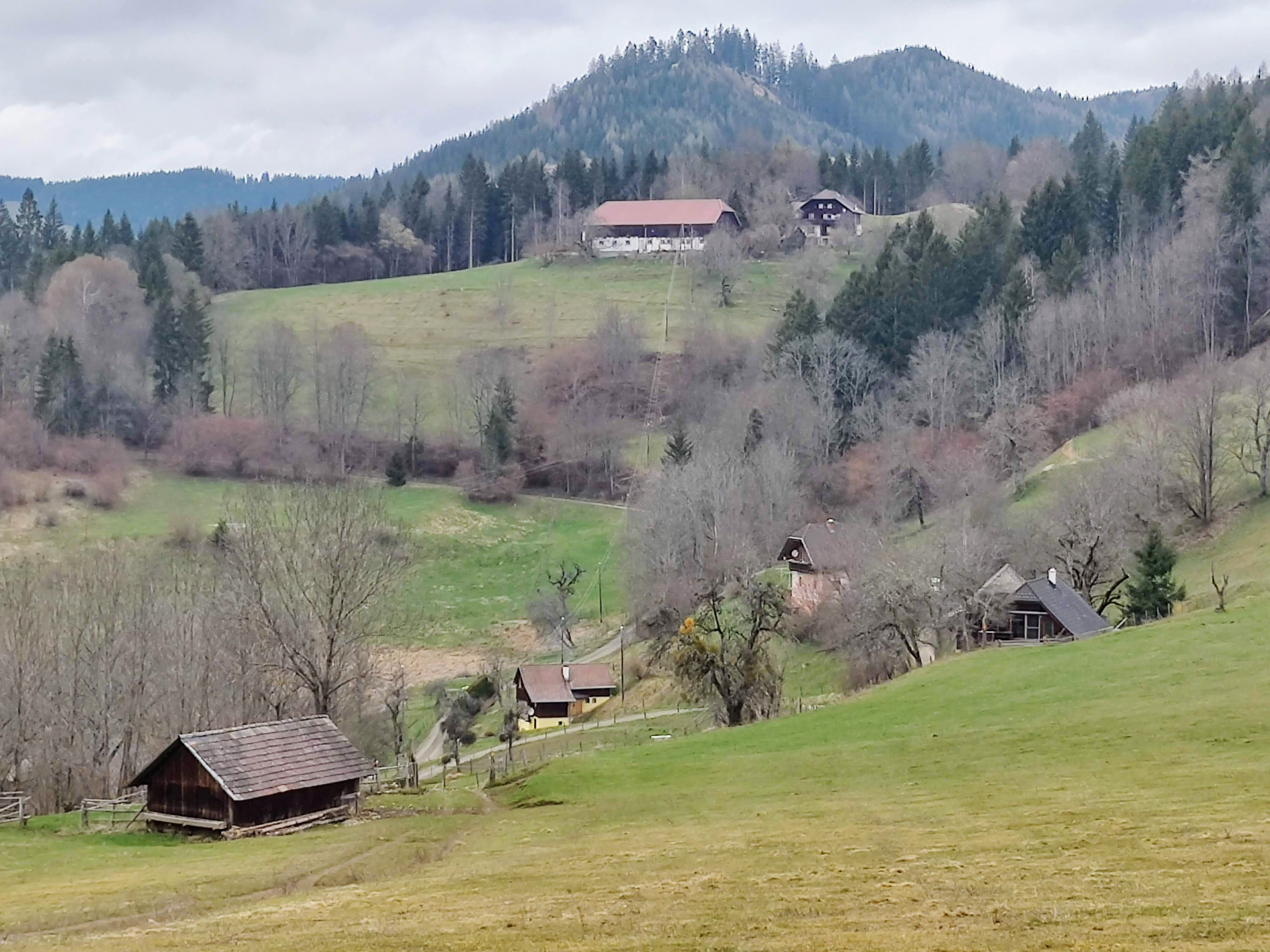
Reinbaur (Nr. 14), Gasser (Nr. 11) und Rinner (Nr. 12); im Hintergrund Farcher (Nr. 9)
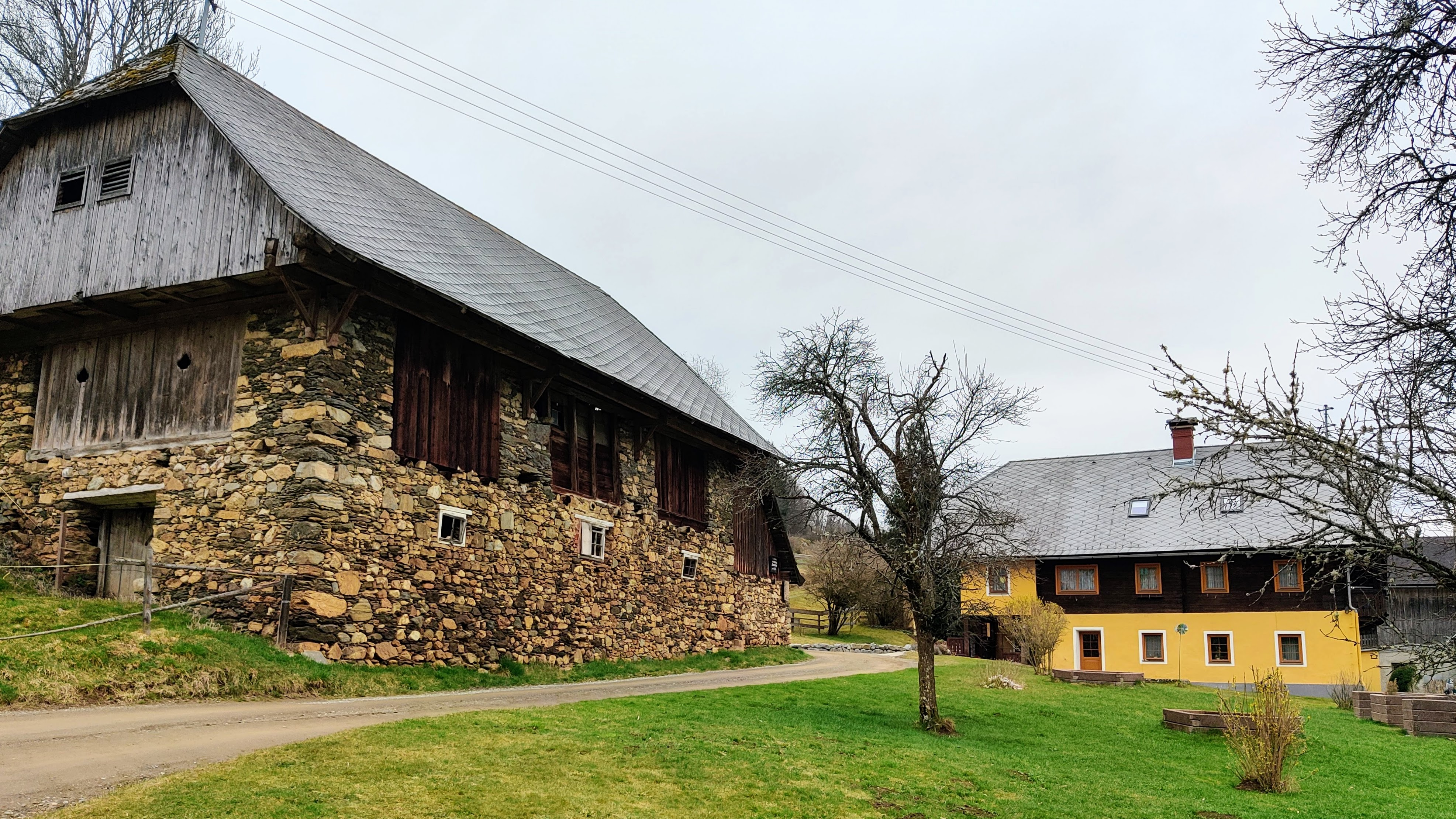
Neumann, Dobersberg Nr. 8
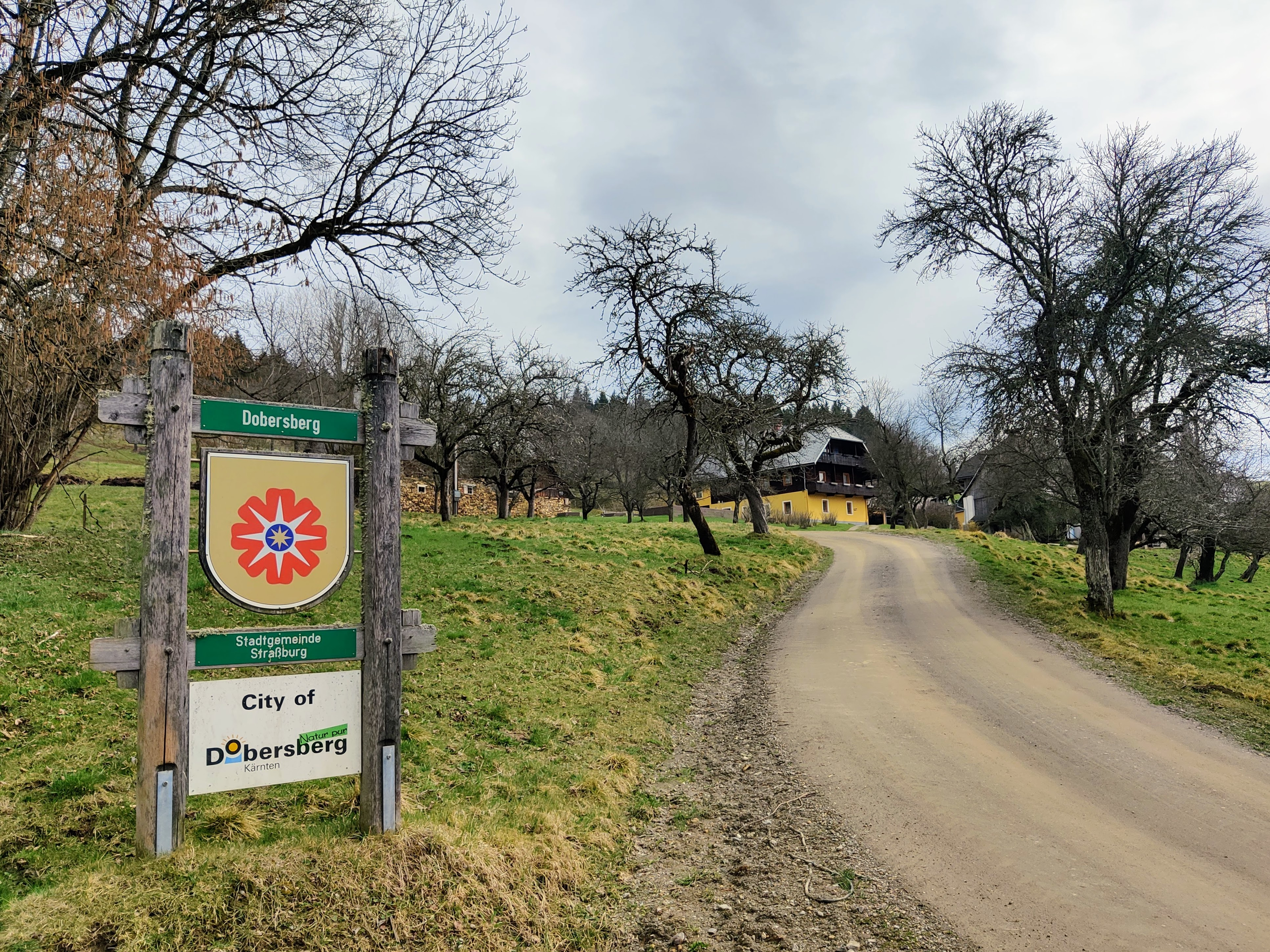
Tafel City of Dobersberg
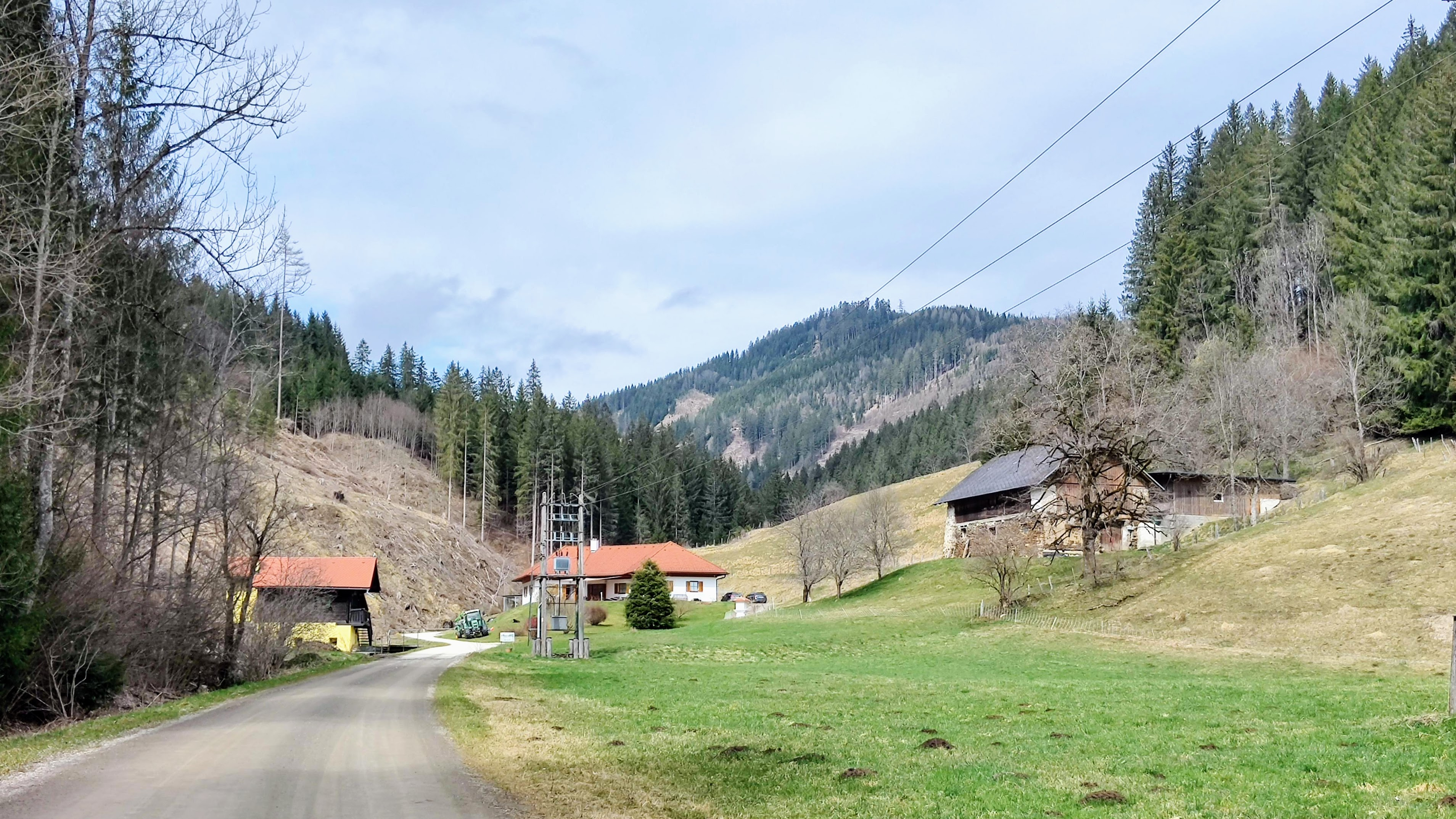
Grabenbauer, Dobersberg Nr. 3, im Höllgraben

## Baudenkmale
Die Filialkirche Dobersberg ist ein kleiner romanischer Bau. Sie ist umgeben vom ehemaligen Friedhof mit Mauer und steht unter Denkmalschutz (Listeneintrag).

## Geschichte
1074 wird Tobersberch in Verbindung mit einer Schenkung an Stift Admont genannt. In der Literatur findet sich sowohl die Vermutung, dass sich der Ortsname von einem Personennamen ableitet, als auch, dass er vom slowenischen dobrova (Wald, öde Fläche) herrührt. Die Kirche St. Michael, eine Filialkirche der Pfarre St. Georgen unter Straßburg, wird 1340 genannt; der Bau ist aber noch älter. Vom Sitz derer von Dobersberg, im 17. Jahrhundert als ödes Schloss (diese Bezeichnung wurde damals ohne weiteres auch für die Reste eines lediglich hölzernen, kleinen mittelalterlichen Wehrbaus verwendet) erwähnt, ist nichts mehr erhalten. Im 16. Jahrhundert wurde in der Umgebung des Orts Silber abgebaut. In josephinischer Zeit erwog man die Errichtung einer Lokalkaplanei in Dobersberg, die für Dobersberg und Kulmitzen (die beiden Orte hatten damals insgesamt mehr als 150 Einwohner) zuständig gewesen wäre.
Seit Gründung der Ortsgemeinden Mitte des 19. Jahrhunderts gehört Dobersberg zur Gemeinde Straßburg.

## Bevölkerungsentwicklung
Für die Ortschaft ermittelte man folgende Einwohnerzahlen:
- 1869: 16 Häuser, 94 Einwohner[3]
- 1880: 21 Häuser, 101 Einwohner[4]
- 1890: 15 Häuser, 94 Einwohner[5]
- 1900: 14 Häuser, 76 Einwohner[6]
- 1910: 13 Häuser, 74 Einwohner[7]
- 1923: 13 Häuser, 67 Einwohner[8]
- 1934: 56 Einwohner[9]
- 1951: 9 Häuser, 40 Einwohner[10]
- 1961: 9 Häuser, 47 Einwohner[11]
- 2001: 8 Gebäude (davon 6 mit Hauptwohnsitz) mit 7 Wohnungen; 21 Einwohner und 1 Nebenwohnsitzfall; 6 Haushalte; 0 Arbeitsstätten, 4 land- und forstwirtschaftliche Betriebe[12]
- 2011: 7 Gebäude, 19 Einwohner, 6 Haushalte, 0 Arbeitsstätten[13]
- 2021: 7 Gebäude, 19 Einwohner, 6 Haushalte, 2 Arbeitsstätten[14]